# Grand Prix van Italië 1946
De Grand Prix van Italië 1946 met als officiële naam de III Gran Premio del Valentino was een op 1 september 1946 gehouden autorace op een tijdelijk stratencircuit in Valentino Park in Turijn, Italië. Het was de eerste keer sinds de Tweede Wereldoorlog dat het evenement werd georganiseerd alsook de allereerste Formule 1-Grand Prix, aangezien de regulering vooruitliep op de officiële invoering van de nieuwe formule op 1 januari 1947.
De race werd bijgewoond door 120.000–200.000 toeschouwers.

## Achtergrond
De Grand Prix van Turijn 1946 was de eerste Grand Prix die na de Tweede Wereldoorlog in Italië werd georganiseerd. Gezien de korte periode na de oorlog behoorde het merendeel van de auto's aan de start tot de vooroorlogse Formule 2-klasse raceauto's. Bij afwezigheid van de Duitse fabrieksdeelnemers die de vooroorlogse periode domineerden, werd het deelnemersveld daarentegen vooral bepaald door de rivaliteit tussen de beide italiaanse fabrieksmerken Alfa Romeo en Maserati.
Deze Grand Prix was ook het debuut voor het uit Turijn afkomstige Cisitalia dat, hoewel het zich niet kwalificeerde voor de race zelf, wel de Coppa Brezzi van het bijprogramma de volgende dinsdag won met oprichter Piero Dusio aan het stuur.

### Technisch reglement
De race verreden op basis van het technisch reglement van de Grand Prix Formula 1947, dat 1500cc geblazen of 4500cc ongeblazen motoren toestond. Het reglement, hoewel nog niet ingevoerd, was voorgedragen door de Commission Sportive Internationale (CSI) in maart 1946 en was goedgekeurd door de Association Internationale des Automobile Clubs Reconnus (AIACR) op 24 juni 1946 in dezelfde vergadering waarin zij haar naam officiëel wijzigde in Fédération Internationale de l'Automobile (FIA).  Dit reglement zou ongewijzigd van kracht blijven tot en met het openingsseizoen van het Wereldkampioenschap Formule 1 in 1950.
Het wordt in de bronnen van destijds algemeen beschouwd als een test van het nieuwe reglement. Alle auto's die zich kwalificeerden voor de race vielen in de geblazen 1500cc categorie, behalve Eugène Chabouds Delahaye die een 3500cc ongeblazen motor in de 4500cc klasse gebruikte.

## Kwalificatie
De kwalificatie werd gebaseerd op twee trainingssessies op 30 en 31 augustus 1946. De snelste 20 coureurs daarvan kwalificeerden zich voor de race.

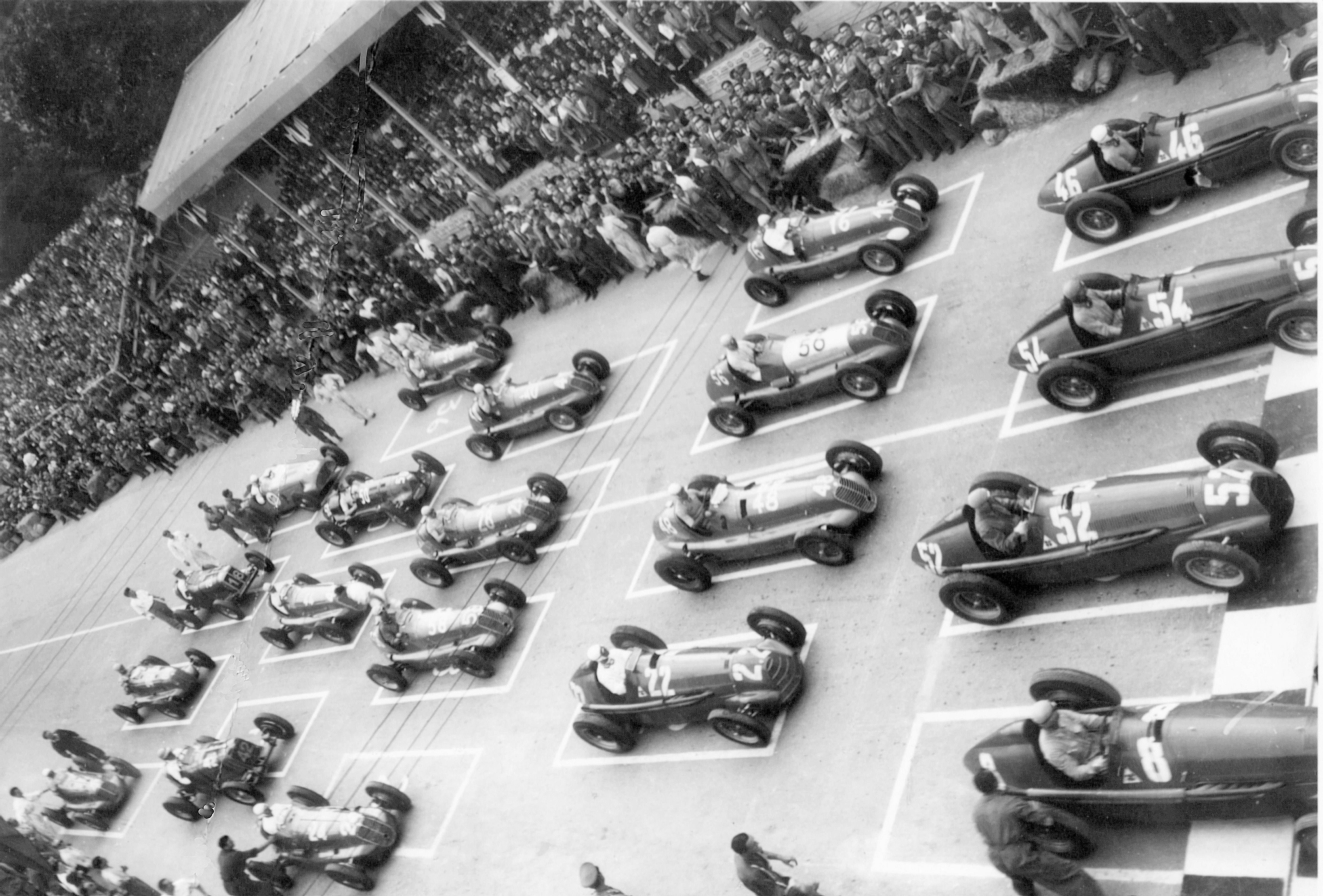
De startopstelling

### Kwalificatie-uitslag
| Pos      | Nr | Rijder                 | Team                                  | Auto               | Tijd   |
| -------- | -- | ---------------------- | ------------------------------------- | ------------------ | ------ |
| 1        | 8  | Giuseppe Farina        | Alfa Corse                            | Alfa Romeo 158     | 2:18.6 |
| 2        | 52 | Jean-Pierre Wimille    | Alfa Corse                            | Alfa Romeo 158     | 2:19.0 |
| 3        | 54 | Carlo Felice Trossi    | Alfa Corse                            | Alfa Romeo 158     | 2:20.6 |
| 4        | 46 | Achille Varzi          | Alfa Corse                            | Alfa Romeo 158     | 2:20.8 |
| 5        | 22 | Consalvo Sanesi        | Alfa Corse                            | Alfa Romeo 158     | 2:22.4 |
| 6        | 48 | Tazio Nuvolari         | Scuderia Milano                       | Maserati 4CL       | 2:24.6 |
| 7        | 56 | Louis Chiron           | Ecurie Autosport                      | Maserati 4CL       | 2:28.2 |
| 8        | 16 | Giorgio Pelassa        | Scuderia Milano                       | Maserati 4CL       | 2:28.8 |
| 9        | 24 | Raymond Sommer         | Scuderia Milano                       | Maserati 4CL       | 2:29.6 |
| 10       | 58 | Franco Cortese         | Scuderia Milano                       | Maserati 4CL       | 2:30.6 |
| 11       | 28 | Arialdo Ruggieri       | Scuderia Milano                       | Maserati 4CL       | 2:30.8 |
| 12       | 40 | Enrico Platé           | Scuderia Milano                       | Maserati 4CL       | 2:31.4 |
| 13       | 42 | Reg Parnell            | Privé inschrijving                    | ERA C              | 2:31.8 |
| 14       | 44 | Guido Barbieri         | Privé inschrijving                    | Maserati 4CL       | 2:33.2 |
| 15       | 50 | Peter Whitehead        | Privé inschrijving                    | ERA E              | 2:34.2 |
| 16       | 36 | Henri Louveau          | Scuderia Milano                       | Maserati 4CL       | 2:35.0 |
| 17       | 4  | Discoride Lanza        | Ecurie Tricolore                      | Maserati 4CM       | 2:36.6 |
| 18       | 64 | Emilio Romano          | Privé inschrijving                    | Maserati 4CL       | 2:36.6 |
| 19       | 18 | Leslie Brooke          | Privé inschrijving                    | ERA B              | 2:38.2 |
| 20       | 10 | Eugène Chaboud         | Ecurie France                         | Delahaye 135S      | 2:39.2 |
| DNQ      | 2  | Jules Raphaël Bethenod | Ecurie Naphtra Course                 | Maserati 6CM       | 2:39.4 |
| DNQ      | 68 | Ciro Basadonna†        | Ecurie Autosport                      | Maserati 4CL       | 2:44.2 |
| DNQ      | 34 | Piero Dusio            | Consorzio Industriale Sportiva Italia | Cisitalia D46      | 2:45.4 |
| DNQ      | 6  | Harry Schell           | Ecurie Lucy O'Reilly Schell           | Maserati 6CM       | 2:46.8 |
| DNQ      | 26 | Piero Taruffi          | Consorzio Industriale Sportiva Italia | Cisitalia D46      | 2:48.6 |
| DNQ      | 12 | Georges Grignard       | Ecurie France                         | Delahaye 135       | 2:49.2 |
| DNQ      | 62 | Luigi "Gigi" Platé     | Privé inschrijving                    | Talbot-Darracq 700 | 3:00.2 |
| DNA      | 14 | Secondo Corsi          | Privé inschrijving                    | Maserati           | -      |
| DNA      | 20 | Toulo de Graffenried   | Ecurie Autosport                      | Maserati 4CL       | -      |
| DNA      | 30 | Roger Wormser          | Privé inschrijving                    | Maserati 6CM       | -      |
| DNA      | 32 | Ciro Basadonna         | Ecurie Autosport                      | Maserati 4CL       | -      |
| DNA      | 60 | Gianni Cattina         | Privé inschrijving                    | Maserati           | -      |
| DNA      | 66 | Giacomo Palmieri       | Privé inschrijving                    | Maserati 4CL       | -      |
| DNA      | 70 | Eric Verkade           | Ecurie Autosport                      | Maserati 4CL       | -      |
| Sources: |    |                        |                                       |                    |        |

Noten
† – Vervangende coureur, auto oorspronkelijk ingeschreven voor Louis Chiron

DNA - Afkorting van Did Not Attend, wel ingeschreven maar niet meegedaan

## Wedstrijd
Vrijwel meteen na de start liep de als eerste gestarte Farina een ernstig versnellingsbakprobleem op, waarna Whitehead de leiding over kon nemen tot hij problemen kreeg met zijn compressor en terugviel. Dit gaf de Alfa's de gelegenheid om afstand van de rest van het veld te nemen. Maserati's achtervolging werd niet geholpen door teamleider Nuvolari die, terwijl hij al vanaf de start ophangingsproblemen ondervond, in ronde tien een achterwiel verloor. Gelukkig was hij in staat zijn auto zonder verdere ongelukken tot stilstand te brengen, maar het wiel zelf belandde in de Po.
De wedstrijd kende, kenmerkend voor die tijd, vele uitvallers; halverwege had de helft van het veld de wedstrijd al gestaakt toen de regen begon.
Tegen het einde bestond de kop van het veld uit Wimille op de eerste plaats met Varzi op zijn hielen. Het leek erop dat Wimille tot het einde de kop zou kunnen behouden totdat in ronde vijftig het Alfa Romeo team een pitbord voor hem uithield met daarop "1. Varzi; 2. Wimille" waarmee ze een teamorder aangaven. Daarop liet Wimille Varzi passeren om hem de overwinning te laten. Sommer kwam met twee ronden achterstand over de streep op de derde plek en het publiek was erg onder de indruk van Chaboud's opmars die, hoewel als laatste gestart als vierde finishte, maar wel met vijf ronde achterstand op de leiders.
Terwijl Maserati verder zou gaan met het winnen van de meeste Grands Prix van 1946, zou de dominantie van Alfa Romeo onder het nieuwe Formule 1-reglement de volgende jaren blijken; uiteindelijk resulterend in het evenzo dominant winnen van de eerste twee seizoenen van het Formule 1 kampioenschap.

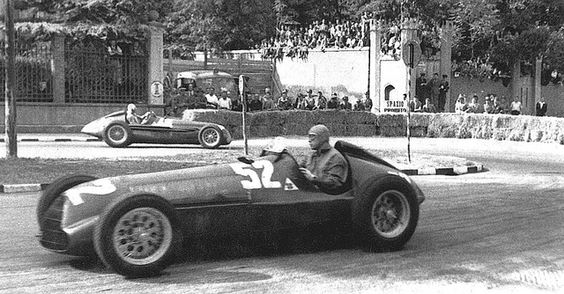
Jean-Pierre Wimille, die als tweede zou eindigen, voor de uiteindelijke winnaar Achille Varzi

### Uitslag
| Pos      | Nr | Coureur             | Team                  | Auto           | Rondes | Tijd/Uitgevallen | Startplaats |
| -------- | -- | ------------------- | --------------------- | -------------- | ------ | ---------------- | ----------- |
| 1        | 46 | Achille Varzi       | Alfa Corse            | Alfa Romeo 158 | 60     | 2:35:45.8        | 4           |
| 2        | 52 | Jean-Pierre Wimille | Alfa Corse            | Alfa Romeo 158 | 60     | +0.8             | 2           |
| 3        | 22 | Raymond Sommer      | Scuderia Milano       | Maserati 4CL   | 58     | +2 ronden        | 9           |
| 4        | 10 | Eugène Chaboud      | Ecurie France         | Delahaye 135S  | 55     | +5 ronden        | 20          |
| 5        | 26 | Enrico Platé        | Scuderia Milano       | Maserati 4CL   | 55     | +5 ronden        | 12          |
| 6        | 54 | Carlo Felice Trossi | Alfa Corse            | Alfa Romeo 158 | 51     | +9 ronden        | 3           |
| 7        | 56 | Louis Chiron        | Ecurie Autosport      | Maserati 4CL   | 50     | +10 ronden       | 7           |
| 8        | 18 | Leslie Brooke       | Privé inschrijving    | ERA B          | 50     | +10 ronden       | 19          |
| 9        | 4  | Discoride Lanza     | Ecurie Naphtra Course | Maserati 4CM   | 48     | +12 ronden       | 17          |
| Ret      | 44 | Christian Kautz†    | Privé inschrijving    | Maserati 4CL   | 32     | Motor            | 14          |
| Ret      | 50 | Peter Whitehead     | Privé inschrijving    | ERA E          | 30     | Versnellingsbak  | 15          |
| Ret      | 36 | Henri Louveau       | Scuderia Milano       | Maserati 4CL   | 25     | Ongeval          | 16          |
| Ret      | 40 | Franco Cortese      | Scuderia Milano       | Maserati 4CL   | 16     | Dynamo           | 10          |
| Ret      | 28 | Arialdo Ruggieri    | Scuderia Milano       | Maserati 4CL   | 11     | Compressor       | 11          |
| Ret      | 48 | Tazio Nuvolari      | Scuderia Milano       | Maserati 4CL   | 9      | Verloren wiel    | 6           |
| Ret      | 16 | Giorgio Pelassa     | Scuderia Milano       | Maserati 4CL   | 8      | Verloren wiel    | 8           |
| Ret      | 24 | Consalvo Sanesi     | Alfa Corse            | Alfa Romeo 158 | 6      | Ontsteking       | 5           |
| Ret      | 64 | Emilio Romano       | Privé inschrijving    | Maserati 4CL   | 2      | Ontsteking       | 18          |
| Ret      | 42 | Reg Parnell         | Privé inschrijving    | ERA C          | 1      | Versnellingsbak  | 13          |
| Ret      | 8  | Giuseppe Farina     | Alfa Corse            | Alfa Romeo 158 | 0      | Differentiëel    | 1           |
| Sources: |    |                     |                       |                |        |                  |             |

Noten

† – Vervangende coureur, auto oorspronkelijk ingeschreven door Guido Barbieri
1921 · 1922 · 1923 · 1924 · 1925 · 1926 · 1927 · 1928 · 1931 · 1932 · 1933 · 1934 · 1935 · 1936 · 1937 · 1938 · 1947 · 1948 · 1949 · 1950 · 1951 · 1952 · 1953 · 1954 · 1955 · 1956 · 1957 · 1958 · 1959 · 1960 · 1961 · 1962 · 1963 · 1964 · 1965 · 1966 · 1967 · 1968 · 1969 · 1970 · 1971 · 1972 · 1973 · 1974 · 1975 · 1976 · 1977 · 1978 · 1979 · 1980 · 1981 · 1982 · 1983 · 1984 · 1985 · 1986 · 1987 · 1988 · 1989 · 1990 · 1991 · 1992 · 1993 · 1994 · 1995 · 1996 · 1997 · 1998 · 1999 · 2000 · 2001 · 2002 · 2003 · 2004 · 2005 · 2006 · 2007 · 2008 · 2009 · 2010 · 2011 · 2012 · 2013 · 2014 · 2015 · 2016 · 2017 · 2018 · 2019 · 2020 · 2021 · 2022 · 2023 · 2024 · 2025